# George Nissen
Pour les articles homonymes, voir Nissen.
 (avril 2018).
Si vous disposez d'ouvrages ou d'articles de référence ou si vous connaissez des sites web de qualité traitant du thème abordé ici, merci de compléter l'article en donnant les références utiles à sa vérifiabilité et en les liant à la section « Notes et références ».
George Nissen, né le 3 février 1914 à Blairstown et mort le 7 avril 2010 à San Diego, est un gymnaste américain et inventeur qui a développé le trampoline moderne et fait du trampoline un sport reconnu dans le monde entier.

## Enfance
Né à Blairstown en Iowa, Nissen devient gymnaste à son entrée au lycée Washington (Washington High School) de Cedar Rapids. Il remporte trois championnats le NCAA de gymnastique lorsqu'il étudie à l'université de l'Iowa. À l'école, Nissen était membre initié de la fraternité Pi Kappa Alpha (en). Après avoir vu des trapézistes utiliser leurs filets de sécurité pour rebondir et effectuer des tours supplémentaires, il entame alors la construction d'un prototype d'appareil pouvant l'aider lors de ses entraînements. En 1934, Nissen et son entraîneur, Larry Griswold, construisent le prototype d'un trampoline avec angles en fer, toile et ressorts en caoutchouc. Nissen l'utilise alors pour s'entraîner et divertir les enfants lors de camps d'été.
Une fois diplômé en études commerciales en 1937, Nissen effectue une tournée avec deux amis aux États-Unis et au Mexique dans les foires et carnavals. Au Mexique, il retient le mot trampolín, tremplin en espagnol, et décide de l'utiliser pour son appareil de rebondissement et dépose le mot sous une forme anglicisée. En 1941, lui et Griswold fondent la Griswold-Nissen Trampoline & Tumbling Société à Cedar Rapids dans l'Iowa pour construire des trampolines et Nissen en fait la promotion par ses performances lors de ses tournées, ce qui augmente progressivement les ventes.

## Carrière
Durant la Seconde Guerre mondiale, le trampoline est notamment utilisé pour former des pilotes en les habituant à s'orienter dans les airs. Après la guerre, Nissen continue à promouvoir le trampoline et commence alors une tournée en Europe, et plus tard en Union soviétique afin de faire la démonstration du sport baptisé rebond tumbling et son équipement, le trampoline. 
Nissen met en place une première usine de fabrication en Angleterre dans le Hainaut en 1956 dirigée par Ted Blake, pionnier du trampoline anglais, puis une seconde à Romford et enfin à Brentwood Essex dans le milieu des années 1960. 
À partir de la fin des années 1970, d'autres fabricants commencent à produire des équipements similaires, et bien que le mot trampoline était à l'origine une marque commerciale, il devient un terme générique pour un appareil de rebond. Face à cette nouvelle concurrence, la compagnie de Nissen finit par cesser ses activités dans les années 1980.
Nissen a cependant continué à avoir une influence sur la gymnastique et le trampoline. En 1971, avec Larry Griswold, il fonde le United States Tumbling and Trampoline Association (USTA). 
Il parraine le 1er Championnat du Monde de Trampoline à l'Albert Hall de Londres en mars 1964, qui a été commémoré par un timbre mettant en vedette Judy Wills, qui devenu la première femme championne du monde et a conservé ce titre à sept reprises.

## L'après-carrière
Nissen est resté impliqué dans la fabrication de trampoline en réalisant des trampolines pour l'exercice et pour le spaceball, un jeu similaire au volley-ball, mais se jouant sur une surface en trampoline.
La consécration du travail de Nissen a été de voir le trampoline inclus dans le programme des Jeux olympiques de 2000 à Sydney. En 2008, Nissen s'est rendu à Pékin pour assister aux épreuves de trampoline aux Jeux olympiques de 2008. Il a eu l'honneur de tester le trampoline olympique avant l'événement.
Il est mort à San Diego en Californie le 7 avril 2010, à l'âge de 96 ans de complications d'une pneumonie.